# 大西洋炬燈魚
大西洋炬灯鱼（学名：Lampadena urophaos atlantica）为輻鰭魚綱燈籠魚目灯笼鱼科炬灯鱼属的其中一種。其亚种加词“atlantica”意为“大西洋的”。分布于東大西洋海域，為深海魚類，棲息深度可達60-1000公尺，體長可達20公分。